# Gmina Barclay (Iowa)
Gmina Barclay (ang. Barclay Township) – gmina w USA, w stanie Iowa, w hrabstwie Black Hawk. Według danych z 2000 roku gmina miała 542 mieszkańców.